# Septième district congressionnel du Wisconsin
Le 7e district congressionnel du Wisconsin est un district situé dans le nord-ouest et le centre du Wisconsin ; c'est géographiquement le plus grand district de l'État, couvrant 20 comtés (en tout ou en partie), pour un total de 18 787 milles carrés. Le district comprend les comtés suivants : Ashland, Barron, Bayfield, Burnett, St. Croix, Chippewa (partiel), Clark, Douglas, Florence, Forest, Iron, Jackson (partiel), Juneau (partiel), Langlade, Lincoln, Marathon, Monroe (partiel), Oneida, Polk, Price, Rusk, Sawyer, Taylor, Vilas, Washburn et Wood (partiel).
Le district est actuellement représenté par le Républicain Tom Tiffany.
Alors qu'en 2008, la circonscription avait donné 56 % des voix à Barack Obama, elle a basculé vers les Républicains lors des récentes élections présidentielles avec Mitt Romney gagnant avec 51 % des voix en 2012 et Donald Trump avec 58 % des voix en 2016. De plus, le Comté de Portage de gauche (qui contient la ville de Stevens Point) a été retiré du 7e et ajouté au 2e lors du redécoupage très contesté de 2013. Depuis ces changements, le 7e rural a dépassé le 5e suburbain en tant que district le plus républicain du Wisconsin.
L'agriculture est une industrie et un employeur majeur dans le 7e district rural. Ce district a été un producteur majeur de lait de vache, de céréales, d'oléagineux, de haricots secs et de pois secs. 60 % des terres agricoles de ce district sont utilisées pour la production agricole, un autre stimulant économique majeur.

## Géographie
| #   | Comté     | Siège             | Population |
| --- | --------- | ----------------- | ---------- |
| 3   | Ashland   | Ashland           | 16 107     |
| 5   | Barron    | Barron            | 46 719     |
| 7   | Bayfield  | Washburn          | 16 320     |
| 13  | Burnett   | Siren             | 16 744     |
| 17  | Chippewa  | Chippewa Falls    | 66 865     |
| 19  | Clark     | Neillsville       | 34 746     |
| 31  | Douglas   | Superior          | 44 203     |
| 37  | Florence  | Florence          | 4 593      |
| 41  | Forest    | Crandon           | 9 258      |
| 51  | Iron      | Hurley            | 6 178      |
| 53  | Jackson   | Black River Falls | 21 121     |
| 57  | Juneau    | Mauston           | 26 802     |
| 67  | Langlade  | Antigo            | 19 502     |
| 69  | Lincoln   | Merrill           | 28 541     |
| 73  | Marathon  | Wausau            | 137 648    |
| 81  | Monroe    | Sparta            | 46 193     |
| 85  | Oneida    | Rhinelander       | 38 259     |
| 95  | Polk      | Balsam Lake       | 45 431     |
| 99  | Price     | Phillips          | 14 050     |
| 107 | Rusk      | Ladysmith         | 14 123     |
| 113 | Sawyer    | Hayward           | 18 295     |
| 109 | St. Croix | Hudson            | 95 044     |
| 119 | Taylor    | Medford           | 19 923     |
| 125 | Vilas     | Eagle River       | 23 520     |
| 129 | Washburn  | Shell Lake        | 16 752     |
| 141 | Wood      | Wisconsin Rapids  | 74 070     |

Comté d'Ashland
Ashland, Butternut et Mellen.
Comté de Barron
Almena, Barron, Cameron, Chetek, Cumberland, Dallas, Haugen, Prairie Farm, Rice Lake et Turtle Lake.
Comté de Bayfield
Bayfield, Mason et Washburn.
Comté de Burnett
Grantsburg, Siren et Webster.
Comté de Chippewa
Bloomer, Boyd, Cadott, Cornell, New Auburn et Stanley.
Comté de Clark
Abbotsford (partie du Comté de Clark), Colby, Curtiss, Dorchester, Granton, Greenwood, Loyal, Neillsville, Owen, Thorp et Withee.
Comté de Douglas
Lake Nebagamon, Oliver, Poplar, Solon Springs et Superior.
Comté de Florence
Aurora, Commonwealth, Fence, Fern, Florence, Homestead, Long Lake et Tipler.
Comté de Forest
Crandon
Comté d'Iron
Hurley et Montreal.
Comté de Jackson
Alma, Bear Bluff, City Point, Cleveland, Garden Valley, Knapp et Merrillan (en partie).
Comté de Juneau
Armenia, Clearfield (la majorité), Cutler, Finley, Germantown (la moitié), Kingston et Necedah.
Comté de Langlade
Antigo et White Lake.
Comté de Lincoln
Bradley et Merrill.
Comté de Marathon
Athens, Edgar, Elderon, Fenwood, Hatley, Marathon City, Mosinee, Rothschild, Schofield, Spencer, Stratford, Unity et Wausau.
Comté de Monroe
La Grange, Lincoln et Warrens.
Comté d'Oneida
Rhinelander.
Comté de Polk
Amery, Balsam Lake, Centuria, Clayton, Clear Lake, Dresser, Frederic, Luck, Osceola et St. Croix Falls.
Comté de Price
Catawba, Kennan, Park Falls, Phillips et Prentice.
Comté de Rusk
Bruce, Conrath, Glen Flora, Hawkins, Ingram, Ladysmith, Sheldon, Tony et Weyerhaeuser.
Comté de Sawyer
Couderay, Exeland, Hayward, Radisson et Winter.
Comté de St. Croix
Baldwin, Deer Park, Glenwood City, Hammond, Hudson, New Richmond, North Hudson, River Falls (partie de St. Croix), Roberts, Somerset, Spring Valley (partie de St. Croix), Star Prairie, Wilson et Woodville.
Comté de Taylor
Gilman, Lublin, Medford, Rib Lake et Stetsonville.
Comté de Vilas
Arbor Vitae, Boulder Junction, Cloverland, Conover, Eagle River, Lac du Flambeau, Land O' Lakes, Lincoln, Manitowish Waters, Phelps, Plum Lake, Presque Isle, St. Germain et Washington.
Comté de Washburn
Birchwood, Minong, Shell Lake et Spooner.
Comté de Wood
Arpin, Auburndale, Hewitt, Marshfield et Pittsville.

## Historique de vote
| Année | Poste     | Résultats              |
| ----- | --------- | ---------------------- |
| 2000  | Président | Gore 48,0 % - 47,0 %   |
| 2004  | Président | Kerry 50,0 % - 49,0 %  |
| 2008  | Président | Obama 56,0 % - 43,0 %  |
| 2012  | Président | Romney 51,0 % - 48,0 % |
| 2016  | Président | Trump 58,0 % - 37,0 %  |
| 2020  | Président | Trump 59,0 % - 39,0 %  |

## Liste des Représentants du district
| Membre                          | Parti             | Années                             | Congrès     | Histoire électorale | Zone géographie |
| ------------------------------- | ----------------- | ---------------------------------- | ----------- | --- | --- |
| District établit le 4 mars 1873 |                   |                                    |             | | |
| Jeremiah Rusk (en)              | Républicain       | 4 mars 1873                        | 43e , 44e   | Redécoupage depuis le 6e district et réélu en 1872. Réélu en 1874. Retrait. | Buffalo, Clark, Eau Claire, Jackson, La Crosse, Monroe, Pepin, Pierce, St. Croix, Trempealeau et Vernon |
| Herman L. Humphrey (en)         | Républicain       | 4 mars 1877                        | 45e - 47e   | Élu en 1876. Réélu en 1878. Réélu en 1880. Perd sa renomination. | Buffalo, Clark, Eau Claire, Jackson, La Crosse, Monroe, Pepin, Pierce, St. Croix, Trempealeau et Vernon |
| Gilbert M. Woodward (en)        | Démocrate         | 4 mars 1883 - 3 mars 1885          | 48e         | Élu en 1882. Perd sa réélection. | Crawford, Juneau, La Crosse, Monroe, Richland, Sauk et Vernon |
| Ormsby B. Thomas (en)           | Républicain       | 4 mars 1885 - 3 mars 1891          | 49e - 51e   | Élu en 1884. Réélu en 1886. Réélu en 1888. Perd sa réélection. | Crawford, Juneau, La Crosse, Monroe, Richland, Sauk et Vernon |
| Frank P. Coburn (en)            | Démocrate         | 4 mars 1891 - 3 mars 1893          | 52e         | Élu en 1890. Perd sa réélection. | Crawford, Juneau, La Crosse, Monroe, Richland, Sauk et Vernon |
| George B. Shaw (en)             | Républicain       | 4 mars 1893 - 27 août 1894         | 53e         | Élu en 1892. Décès. | Buffalo, Eau Claire, Jackson, La Crosse, Monroe, Pepin et Trempealeau |
| Vacant                          | Vacant            | 27 août 1894 - 5 novembre 1894     | 53e         | | Buffalo, Eau Claire, Jackson, La Crosse, Monroe, Pepin et Trempealeau |
| Michael Griffin                 | Républicain       | 5 novembre 1894 - 3 mars 1899      | 53e - 55e   | Élu pour terminer le mandat de Shaw. Également élu pour un mandat suivant. Réélu en 1896. Retrait. | Buffalo, Eau Claire, Jackson, La Crosse, Monroe, Pepin et Trempealeau |
| John J. Esch (en)               | Républicain       | 4 mars 1899 - 3 mars 1921          | 56e - 66e   | Élu en 1898. Réélu en 1900. Réélu en 1902. Réélu en 1904. Réélu en 1906. Réélu en 1908. Réélu en 1910. Réélu en 1912. Réélu en 1914. Réélu en 1916. Réélu en 1918. Perd sa renomination. | Buffalo, Eau Claire, Jackson, La Crosse, Monroe, Pepin et Trempealeau |
| John J. Esch (en)               | Républicain       | 4 mars 1899 - 3 mars 1921          | 56e - 66e   | Élu en 1898. Réélu en 1900. Réélu en 1902. Réélu en 1904. Réélu en 1906. Réélu en 1908. Réélu en 1910. Réélu en 1912. Réélu en 1914. Réélu en 1916. Réélu en 1918. Perd sa renomination. | Buffalo, Clark, Eau Clairen Jackson, La Crosse, Monroe, Pepin et Trempealeau |
| John J. Esch (en)               | Républicain       | 4 mars 1899 - 3 mars 1921          | 56e - 66e   | Élu en 1898. Réélu en 1900. Réélu en 1902. Réélu en 1904. Réélu en 1906. Réélu en 1908. Réélu en 1910. Réélu en 1912. Réélu en 1914. Réélu en 1916. Réélu en 1918. Perd sa renomination. | Adams, Clark, Jackson, Juneau, La Crosse, Monroe, Sauk et Vernon |
| Joseph D. Beck (en)             | Républicain       | 4 mars 1921 - 3 mars 1929          | 67e - 70e   | Élu en 1920. Réélu en 1922. Réélu en 1924. Réélu en 1926. Retrait pour se présenter comme Gouverneur du Wisconsin. | |
| Merlin Hull (en)                | Républicain       | 4 mars 1929 - 3 mars 1913          | 71e         | Élu en 1928. Perd sa renominatino. | |
| Gardner R. Withrow (en)         | Républicain       | 4 mars 1931 - 3 mars 1933          | 72e         | Élu en 1930. Redécoupage vers le 3e district. | |
| Gerald J. Boileau (en)          | Républicain       | 4 mars 1933 - 3 janvier 1935       | 73e - 75e   | Redécoupage depuis le 8e district et réélu en 1932. Réélu en 1934. Réélu en 1936. Perd sa réélection. | Adams, Green lake Langlade, Marathon, Marquette, Portage, Shawano, Waupaca, Waushara et Wood |
| Gerald J. Boileau (en)          | Progressiste (en) | 3 janvier 1935 - 3 janvier 1939    | 73e - 75e   | Redécoupage depuis le 8e district et réélu en 1932. Réélu en 1934. Réélu en 1936. Perd sa réélection. | Adams, Green lake Langlade, Marathon, Marquette, Portage, Shawano, Waupaca, Waushara et Wood |
| Reid F. Murray (en)             | Républicain       | 3 janvier 1939 - 29 avril 1952     | 76e - 82e   | Élu en 1938. Réélu en 1940. Réélu en 1942. Réélu en 1944. Réélu en 1946. Réélu en 1948. Réélu en 1950. Décès. | Adams, Green lake Langlade, Marathon, Marquette, Portage, Shawano, Waupaca, Waushara et Wood |
| Vacant                          | Vacant            | 29 avril 1952 - 3 janvier 1953     | 82e         | | Adams, Green lake Langlade, Marathon, Marquette, Portage, Shawano, Waupaca, Waushara et Wood |
| Melvin Laird                    | Républicain       | 3 janvier 1953 - 21 janvier 1969   | 83e - 91e   | Élu en 1952. Réélu en 1954. Réélu en 1956. Réélu en 1958. Réélu en 1960. Réélu en 1962. Réélu en 1964. Réélu en 1966. Réélu en 1968. Démissionne pour devenir Secrétaire à la Défense des États-Unis. | Adams, Green lake Langlade, Marathon, Marquette, Portage, Shawano, Waupaca, Waushara et Wood |
| Melvin Laird                    | Républicain       | 3 janvier 1953 - 21 janvier 1969   | 83e - 91e   | Élu en 1952. Réélu en 1954. Réélu en 1956. Réélu en 1958. Réélu en 1960. Réélu en 1962. Réélu en 1964. Réélu en 1966. Réélu en 1968. Démissionne pour devenir Secrétaire à la Défense des États-Unis. | Adams, Clark, Florence, Forest, Langlade, Lincoln, Marathon, Marquette, Menominee, Portage, Shawano, Taylor, Waupaca, Waushara et Wood |
| Vacant                          | Vacant            | 21 janvier 1969 - 1er avril 1969   | 91e         | | |
| Dave Obey                       | Démocrate         | 1er avril 1969 - 3 janvier 2011    | 91e - 111e  | Élu pour terminer le mandat de Laird. Réélu en 1970. Réélu en 1972. Réélu en 1974. Réélu en 1976. Réélu en 1978. Réélu en 1980. Réélu en 1982. Réélu en 1984. Réélu en 1986. Réélu en 1988. Réélu en 1990. Réélu en 1992. Réélu en 1994. Réélu en 1996. Réélu en 1998. Réélu en 2000. Réélu en 2002. Réélu en 2004. Réélu en 2006. Réélu en 2008. Retrait. | |
| Dave Obey                       | Démocrate         | 1er avril 1969 - 3 janvier 2011    | 91e - 111e  | Élu pour terminer le mandat de Laird. Réélu en 1970. Réélu en 1972. Réélu en 1974. Réélu en 1976. Réélu en 1978. Réélu en 1980. Réélu en 1982. Réélu en 1984. Réélu en 1986. Réélu en 1988. Réélu en 1990. Réélu en 1992. Réélu en 1994. Réélu en 1996. Réélu en 1998. Réélu en 2000. Réélu en 2002. Réélu en 2004. Réélu en 2006. Réélu en 2008. Retrait. | Ashland, Bayfield, Burnett, Chippewa, Clark, Douglas, Iron, Lincoln, Marathon, Portage, Price, Rusk, Sawyer, Taylor, Washburn et Wood et tout Oneida sauf la ville de Enterprise. |
| Dave Obey                       | Démocrate         | 1er avril 1969 - 3 janvier 2011    | 91e - 111e  | Élu pour terminer le mandat de Laird. Réélu en 1970. Réélu en 1972. Réélu en 1974. Réélu en 1976. Réélu en 1978. Réélu en 1980. Réélu en 1982. Réélu en 1984. Réélu en 1986. Réélu en 1988. Réélu en 1990. Réélu en 1992. Réélu en 1994. Réélu en 1996. Réélu en 1998. Réélu en 2000. Réélu en 2002. Réélu en 2004. Réélu en 2006. Réélu en 2008. Retrait. | Ashland, Bayfield, Burnett, Chippewa, Douglas, Iron, Lincoln, Marathon, Portage, Price, Rusk, Sawyer, Taylor et Washburn et : - Clark (Colby, Green Grove, Hixon, Hoard, Longwood, Mayville, Reseburg, Thorp, Withee, Worden, Curtiss, Dorchester, Withee, la partie d'Unity et d'Abbotsford dans le comté), - Oneida (Crescent, Enterprise, Monico, Pelican, Schoepke, Rhinelander), - Polk (Bone Lake, Clam Falls, Eureka, Georgetown, Laketown, Lorain, Luck, McKinley, Milltown, Sterling, West Sweden, Frederic, Luck et Milltown), - Wood (Arpin, Auburndale, Cameron, Cary, Dexter, Grand Rapids, Hansen, Lincoln, Marshfield, Milladore, Richfield, Rock, Rudolph, Seneca, Sherry, Sigel, Wood, Arpin, Auburndale, Biron, Hewitt, Port Edwards, Rudolph, Vestper, la partie de Milladore et Marshfield dans le comté, Nekoosa, Pittsville et Wisconsin Rapids) |
| Dave Obey                       | Démocrate         | 1er avril 1969 - 3 janvier 2011    | 91e - 111e  | Élu pour terminer le mandat de Laird. Réélu en 1970. Réélu en 1972. Réélu en 1974. Réélu en 1976. Réélu en 1978. Réélu en 1980. Réélu en 1982. Réélu en 1984. Réélu en 1986. Réélu en 1988. Réélu en 1990. Réélu en 1992. Réélu en 1994. Réélu en 1996. Réélu en 1998. Réélu en 2000. Réélu en 2002. Réélu en 2004. Réélu en 2006. Réélu en 2008. Retrait. | 1993–2003 |
| Dave Obey                       | Démocrate         | 1er avril 1969 - 3 janvier 2011    | 91e - 111e  | Élu pour terminer le mandat de Laird. Réélu en 1970. Réélu en 1972. Réélu en 1974. Réélu en 1976. Réélu en 1978. Réélu en 1980. Réélu en 1982. Réélu en 1984. Réélu en 1986. Réélu en 1988. Réélu en 1990. Réélu en 1992. Réélu en 1994. Réélu en 1996. Réélu en 1998. Réélu en 2000. Réélu en 2002. Réélu en 2004. Réélu en 2006. Réélu en 2008. Retrait. | 2003–2013 |
| Sean Duffy                      | Républicain       | 3 janvier 2011 - 23 septembre 2019 | 112e - 116e | Élu en 2010. Réélu en 2012. Réélu en 2014. Réélu en 2016. Réélu en 2018. Démissionne pour des raisons de santé familiales. | |
| Sean Duffy                      | Républicain       | 3 janvier 2011 - 23 septembre 2019 | 112e - 116e | Élu en 2010. Réélu en 2012. Réélu en 2014. Réélu en 2016. Réélu en 2018. Démissionne pour des raisons de santé familiales. | 2013–2023 |
| Vacant                          | Vacant            | 23 septembre 2019 - 19 mai 2020    | 116e        | | |
| Tom Tiffany                     | Républicain       | 19 mai 2020 - Présent              | 116e - 118e | Élu pour terminer le mandat de Duffy. Réélu en 2020. Réélu en 2022. | |
| Tom Tiffany                     | Républicain       | 19 mai 2020 - Présent              | 116e - 118e | Élu pour terminer le mandat de Duffy. Réélu en 2020. Réélu en 2022. | 2023–Présent |

## Résultats des récentes élections
Voici les résultats des dix précédents cycles électoraux dans le district.

### 2004
| Élection de 2002 du 7e district congressionnel du Wisconsin | Élection de 2002 du 7e district congressionnel du Wisconsin | Élection de 2002 du 7e district congressionnel du Wisconsin | Élection de 2002 du 7e district congressionnel du Wisconsin | Élection de 2002 du 7e district congressionnel du Wisconsin |
| ----------------------------------------------------------- | ----------------------------------------------------------- | ----------------------------------------------------------- | ----------------------------------------------------------- | ----------------------------------------------------------- |
| Parti                                                       | Parti                                                       | Candidat                                                    | Votes                                                       | %                                                           |
|                                                             | Démocrate                                                   | Dave Obey (sortant)                                         | 241 306                                                     | 85,6                                                        |
|                                                             | Vert                                                        | Mike Miles                                                  | 26 518                                                      | 9,4                                                         |
|                                                             | Constitution                                                | Larry Oftedahl                                              | 12 841                                                      | 4,6                                                         |
|                                                             | Autres                                                      | Autres                                                      | 1087                                                        | 0,4                                                         |
| Total des votes                                             | Total des votes                                             | Total des votes                                             | 281 752                                                     | 100 %                                                       |
|                                                             | Les Démocrates conservent                                   |                                                             |                                                             |                                                             |

### 2006
| Élection de 2006 du 7e district congressionnel du Wisconsin | Élection de 2006 du 7e district congressionnel du Wisconsin | Élection de 2006 du 7e district congressionnel du Wisconsin | Élection de 2006 du 7e district congressionnel du Wisconsin | Élection de 2006 du 7e district congressionnel du Wisconsin |
| ----------------------------------------------------------- | ----------------------------------------------------------- | ----------------------------------------------------------- | ----------------------------------------------------------- | ----------------------------------------------------------- |
| Parti                                                       | Parti                                                       | Candidat                                                    | Votes                                                       | %                                                           |
|                                                             | Démocrate                                                   | Dave Obey (sortant)                                         | 161 903                                                     | 62,2                                                        |
|                                                             | Républicain                                                 | Nick Reid                                                   | 91 069                                                      | 35,0                                                        |
|                                                             | Vert                                                        | Mike Miles                                                  | 7391                                                        | 2,8                                                         |
|                                                             | Autres                                                      | Autres                                                      | 65                                                          | 0,0                                                         |
| Total des votes                                             | Total des votes                                             | Total des votes                                             | 260 428                                                     | 100 %                                                       |
|                                                             | Les Démocrates conservent                                   |                                                             |                                                             |                                                             |

### 2008
| Élection de 2008 du 7e district congressionnel du Wisconsin | Élection de 2008 du 7e district congressionnel du Wisconsin | Élection de 2008 du 7e district congressionnel du Wisconsin | Élection de 2008 du 7e district congressionnel du Wisconsin | Élection de 2008 du 7e district congressionnel du Wisconsin |
| ----------------------------------------------------------- | ----------------------------------------------------------- | ----------------------------------------------------------- | ----------------------------------------------------------- | ----------------------------------------------------------- |
| Parti                                                       | Parti                                                       | Candidat                                                    | Votes                                                       | %                                                           |
|                                                             | Démocrate                                                   | Dave Obey (sortant)                                         | 212 666                                                     | 62,6                                                        |
|                                                             | Républicain                                                 | Dan Mielke                                                  | 126 938                                                     | 37,4                                                        |
|                                                             | Autres                                                      | Autres                                                      | 233                                                         | 0,1                                                         |
| Total des votes                                             | Total des votes                                             | Total des votes                                             | 339 83                                                      | 100 %                                                       |
|                                                             | Les Démocrates conservent                                   |                                                             |                                                             |                                                             |

### 2010
| Élection de 2010 du 7e district congressionnel du Wisconsin | Élection de 2010 du 7e district congressionnel du Wisconsin | Élection de 2010 du 7e district congressionnel du Wisconsin | Élection de 2010 du 7e district congressionnel du Wisconsin | Élection de 2010 du 7e district congressionnel du Wisconsin |
| ----------------------------------------------------------- | ----------------------------------------------------------- | ----------------------------------------------------------- | ----------------------------------------------------------- | ----------------------------------------------------------- |
| Parti                                                       | Parti                                                       | Candidat                                                    | Votes                                                       | %                                                           |
|                                                             | Républicain                                                 | Sean Duffy                                                  | 132 551                                                     | 52,1                                                        |
|                                                             | Démocrate                                                   | Julie M. Lassa                                              | 113 018                                                     | 44,4                                                        |
|                                                             | Indépendant                                                 | Gary Kauther                                                | 8397                                                        | 3,3                                                         |
|                                                             | Autres                                                      | Autres                                                      | 423                                                         | 0,2                                                         |
| Total des votes                                             | Total des votes                                             | Total des votes                                             | 254 389                                                     | 100 %                                                       |
|                                                             | Les Républicains prennent aux Démocrates                    |                                                             |                                                             |                                                             |

### 2012
| Élection de 2012 du 7e district congressionnel du Wisconsin | Élection de 2012 du 7e district congressionnel du Wisconsin | Élection de 2012 du 7e district congressionnel du Wisconsin | Élection de 2012 du 7e district congressionnel du Wisconsin | Élection de 2012 du 7e district congressionnel du Wisconsin |
| ----------------------------------------------------------- | ----------------------------------------------------------- | ----------------------------------------------------------- | ----------------------------------------------------------- | ----------------------------------------------------------- |
| Parti                                                       | Parti                                                       | Candidat                                                    | Votes                                                       | %                                                           |
|                                                             | Républicain                                                 | Sean Duffy (sortant)                                        | 201 720                                                     | 56,1                                                        |
|                                                             | Démocrate                                                   | Pat Kreitlow                                                | 157 524                                                     | 43,8                                                        |
|                                                             | Indépendant                                                 | Dale Lehner                                                 | 20                                                          | 0,0                                                         |
|                                                             | Autres                                                      | Autres                                                      | 405                                                         | 0,1                                                         |
| Total des votes                                             | Total des votes                                             | Total des votes                                             | 359 669                                                     | 100 %                                                       |
|                                                             | Les Républicains conservent                                 |                                                             |                                                             |                                                             |

### 2014
| Élection de 2014 du 7e district congressionnel du Wisconsin | Élection de 2014 du 7e district congressionnel du Wisconsin | Élection de 2014 du 7e district congressionnel du Wisconsin | Élection de 2014 du 7e district congressionnel du Wisconsin | Élection de 2014 du 7e district congressionnel du Wisconsin |
| ----------------------------------------------------------- | ----------------------------------------------------------- | ----------------------------------------------------------- | ----------------------------------------------------------- | ----------------------------------------------------------- |
| Parti                                                       | Parti                                                       | Candidat                                                    | Votes                                                       | %                                                           |
|                                                             | Républicain                                                 | Sean Duffy (sortant)                                        | 169 891                                                     | 59,3                                                        |
|                                                             | Démocrate                                                   | Kelly Westlund                                              | 112 949                                                     | 39,4                                                        |
|                                                             | Vert                                                        | Lawrence Dale                                               | 3686                                                        | 1,3                                                         |
|                                                             | Indépendant                                                 | Rob Taylor (write-in)                                       | 30                                                          | 0,0                                                         |
|                                                             | Républicain                                                 | John Schiess (write-in)                                     | 5                                                           | 0,0                                                         |
|                                                             | Autres                                                      | Autres                                                      | 42                                                          | 0,0                                                         |
| Total des votes                                             | Total des votes                                             | Total des votes                                             | 286 603                                                     | 100 %                                                       |
|                                                             | Les Républicains conservent                                 |                                                             |                                                             |                                                             |

### 2016
| Élection de 2016 du 7e district congressionnel du Wisconsin | Élection de 2016 du 7e district congressionnel du Wisconsin | Élection de 2016 du 7e district congressionnel du Wisconsin | Élection de 2016 du 7e district congressionnel du Wisconsin | Élection de 2016 du 7e district congressionnel du Wisconsin |
| ----------------------------------------------------------- | ----------------------------------------------------------- | ----------------------------------------------------------- | ----------------------------------------------------------- | ----------------------------------------------------------- |
| Parti                                                       | Parti                                                       | Candidat                                                    | Votes                                                       | %                                                           |
|                                                             | Républicain                                                 | Sean Duffy (sortant)                                        | 223 418                                                     | 61,7                                                        |
|                                                             | Démocrate                                                   | Mary Hoeft                                                  | 138 643                                                     | 38,3                                                        |
| Total des votes                                             | Total des votes                                             | Total des votes                                             | 362 061                                                     | 100 %                                                       |
|                                                             | Les Républicains conservent                                 |                                                             |                                                             |                                                             |

### 2018
| Élection de 2018 du 7e district congressionnel du Wisconsin | Élection de 2018 du 7e district congressionnel du Wisconsin | Élection de 2018 du 7e district congressionnel du Wisconsin | Élection de 2018 du 7e district congressionnel du Wisconsin | Élection de 2018 du 7e district congressionnel du Wisconsin |
| ----------------------------------------------------------- | ----------------------------------------------------------- | ----------------------------------------------------------- | ----------------------------------------------------------- | ----------------------------------------------------------- |
| Parti                                                       | Parti                                                       | Candidat                                                    | Votes                                                       | %                                                           |
|                                                             | Républicain                                                 | Sean Duffy (sortant)                                        | 194 061                                                     | 60,1                                                        |
|                                                             | Démocrate                                                   | Margaret Engebretson                                        | 124 307                                                     | 38,5                                                        |
|                                                             | Indépendant                                                 | Ken Driessen                                                | 4416                                                        | 1,4                                                         |
|                                                             | Autres                                                      | Autres                                                      | 3                                                           | 0,0                                                         |
| Total des votes                                             | Total des votes                                             | Total des votes                                             | 322 787                                                     | 100 %                                                       |
|                                                             | Les Républicains conservent                                 |                                                             |                                                             |                                                             |

### 2020
| Élection de 2020 du 7e district congressionnel du Wisconsin | Élection de 2020 du 7e district congressionnel du Wisconsin | Élection de 2020 du 7e district congressionnel du Wisconsin | Élection de 2020 du 7e district congressionnel du Wisconsin | Élection de 2020 du 7e district congressionnel du Wisconsin |
| ----------------------------------------------------------- | ----------------------------------------------------------- | ----------------------------------------------------------- | ----------------------------------------------------------- | ----------------------------------------------------------- |
| Parti                                                       | Parti                                                       | Candidat                                                    | Votes                                                       | %                                                           |
|                                                             | Républicain                                                 | Tom Tiffany                                                 | 109 498                                                     | 57,1                                                        |
|                                                             | Démocrate                                                   | Tricia Zunker                                               | 82 135                                                      | 42,9                                                        |
| Total des votes                                             | Total des votes                                             | Total des votes                                             | 191 633                                                     | 100 %                                                       |
|                                                             | Les Républicains conservent                                 |                                                             |                                                             |                                                             |

### 2022
| Primaire Républicaine de 2022 du 7e district congressionnel du Wisconsin | Primaire Républicaine de 2022 du 7e district congressionnel du Wisconsin | Primaire Républicaine de 2022 du 7e district congressionnel du Wisconsin | Primaire Républicaine de 2022 du 7e district congressionnel du Wisconsin | Primaire Républicaine de 2022 du 7e district congressionnel du Wisconsin |
| ------------------------------------------------------------------------ | ------------------------------------------------------------------------ | ------------------------------------------------------------------------ | ------------------------------------------------------------------------ | ------------------------------------------------------------------------ |
| Parti                                                                    | Parti                                                                    | Candidat                                                                 | Votes                                                                    | %                                                                        |
|                                                                          | Républicain                                                              | Tom Tiffany (sortant)                                                    | 80 675                                                                   | 86,6                                                                     |
|                                                                          | Républicain                                                              | Dave Kunellus                                                            | 12 456                                                                   | 13,4                                                                     |

| Primaire Démocrate de 2022 du 7e district congressionnel du Wisconsin | Primaire Démocrate de 2022 du 7e district congressionnel du Wisconsin | Primaire Démocrate de 2022 du 7e district congressionnel du Wisconsin | Primaire Démocrate de 2022 du 7e district congressionnel du Wisconsin | Primaire Démocrate de 2022 du 7e district congressionnel du Wisconsin |
| --------------------------------------------------------------------- | --------------------------------------------------------------------- | --------------------------------------------------------------------- | --------------------------------------------------------------------- | --------------------------------------------------------------------- |
| Parti                                                                 | Parti                                                                 | Candidat                                                              | Votes                                                                 | %                                                                     |
|                                                                       | Démocrate                                                             | Richard Ausman                                                        | 43 265                                                                | 99,8                                                                  |

| Élection de 2022 du 7e district congressionnel du Wisconsin | Élection de 2022 du 7e district congressionnel du Wisconsin | Élection de 2022 du 7e district congressionnel du Wisconsin | Élection de 2022 du 7e district congressionnel du Wisconsin | Élection de 2022 du 7e district congressionnel du Wisconsin |
| ----------------------------------------------------------- | ----------------------------------------------------------- | ----------------------------------------------------------- | ----------------------------------------------------------- | ----------------------------------------------------------- |
| Parti                                                       | Parti                                                       | Candidat                                                    | Votes                                                       | %                                                           |
|                                                             | Républicain                                                 | Tom Tiffany (sortant)                                       | TBD                                                         | TBD                                                         |
|                                                             | Démocrate                                                   | Tricia Zunker                                               | TBD                                                         | TBD                                                         |
|                                                             | Write-In                                                    | Write-In                                                    | TBD                                                         | TBD                                                         |
| Total des votes                                             | Total des votes                                             | Total des votes                                             | TBD                                                         | 100 %                                                       |
|                                                             | Les Républicains conservent                                 |                                                             |                                                             |                                                             |

### 2024
| Primaire Républicaine de 2024 du 7e district congressionnel du Wisconsin | Primaire Républicaine de 2024 du 7e district congressionnel du Wisconsin | Primaire Républicaine de 2024 du 7e district congressionnel du Wisconsin | Primaire Républicaine de 2024 du 7e district congressionnel du Wisconsin | Primaire Républicaine de 2024 du 7e district congressionnel du Wisconsin |
| ------------------------------------------------------------------------ | ------------------------------------------------------------------------ | ------------------------------------------------------------------------ | ------------------------------------------------------------------------ | ------------------------------------------------------------------------ |
| Parti                                                                    | Parti                                                                    | Candidat                                                                 | Votes                                                                    | %                                                                        |
|                                                                          | Républicain                                                              | Tom Tiffany (sortant)                                                    | 78 503                                                                   | 100%                                                                     |

| Primaire Démocrate de 2024 du 7e district congressionnel du Wisconsin | Primaire Démocrate de 2024 du 7e district congressionnel du Wisconsin | Primaire Démocrate de 2024 du 7e district congressionnel du Wisconsin | Primaire Démocrate de 2024 du 7e district congressionnel du Wisconsin | Primaire Démocrate de 2024 du 7e district congressionnel du Wisconsin |
| --------------------------------------------------------------------- | --------------------------------------------------------------------- | --------------------------------------------------------------------- | --------------------------------------------------------------------- | --------------------------------------------------------------------- |
| Parti                                                                 | Parti                                                                 | Candidat                                                              | Votes                                                                 | %                                                                     |
|                                                                       | Démocrate                                                             | Kyle Kilbourn                                                         | 32 917                                                                | 58,0                                                                  |
|                                                                       | Démocrate                                                             | Elsa Rae Duranceau                                                    | 23 795                                                                | 42,0                                                                  |

| Élection de 2024 du 7e district congressionnel du Wisconsin | Élection de 2024 du 7e district congressionnel du Wisconsin | Élection de 2024 du 7e district congressionnel du Wisconsin | Élection de 2024 du 7e district congressionnel du Wisconsin | Élection de 2024 du 7e district congressionnel du Wisconsin |
| ----------------------------------------------------------- | ----------------------------------------------------------- | ----------------------------------------------------------- | ----------------------------------------------------------- | ----------------------------------------------------------- |
| Parti                                                       | Parti                                                       | Candidat                                                    | Votes                                                       | %                                                           |
|                                                             | Républicain                                                 | Tom Tiffany (sortant)                                       | TBD                                                         | TBD                                                         |
|                                                             | Démocrate                                                   | Kyle Kilbourn                                               | TBD                                                         | TBD                                                         |
| Total des votes                                             | Total des votes                                             | Total des votes                                             | TBD                                                         | 100 %                                                       |
|                                                             |                                                             |                                                             |                                                             |                                                             |